# Chrysodasia
Chrysodasia is een geslacht van wantsen uit de familie van de Miridae (Blindwantsen). Het geslacht werd voor het eerst wetenschappelijk beschreven door Odo Reuter in 1892.

## Soorten
Het genus bevat de volgende soorten:

- Chrysodasia bivittata (Distant, 1893)
- Chrysodasia boyacana Carvalho, 1986
- Chrysodasia bucaramanga Carvalho, 1986
- Chrysodasia caracensis Carvalho, 1986
- Chrysodasia chiriquina Carvalho, 1986
- Chrysodasia colimensis Carvalho, 1986
- Chrysodasia crassa (Distant, 1893)
- Chrysodasia jamaicana Carvalho, 1990
- Chrysodasia manifesta (Distant, 1893)
- Chrysodasia pronotata Carvalho & Costa, 1993
- Chrysodasia strigifrons Reuter, 1892
- Chrysodasia zurucuchuensis Carvalho, 1986